# Rekonstytucja białek w błonę lipidową
Rekonstytucja białek w błonę – proces wbudowania białek (najczęściej białek membranowych i kanałów jonowych) w błonę biomimetyczną (sztucznie utworzona błona lipidowa, formułą i składem przypominająca błonę komórkową). Głównym celem tworzenia sztucznych membran biomimetycznych jest poznanie oraz zrozumienie mechanizmów mających miejsce w żywych komórkach. Istnieje wiele metod pozwalających na wbudowanie oraz na zbadanie powodzenia przeprowadzonego procesu. Kanały jonowe kontrolują to, co wchodzi i wychodzi z komórki, a białka receptorowe są odpowiedzialne za komunikację między różnymi komórkami. Białka błonowe mogą również pełnić ważne funkcje enzymatyczne lub strukturalne. Ze względu na te kluczowe role, dysfunkcja wielu białek błonowych wiąże się z szerokim zakresem chorób u ludzi. Stanowią one potencjalne cele terapeutyczne dla wielu schorzeń.

## Rekonstytucja białka
Białka błonowe mogą zostać wprowadzone do błony bezpośrednio, za pomocą proteoliposomów bądź z wykorzystaniem nanodysków polimerowych.  Pierwszy sposób wprowadzania białek jest bardzo rzadko wykorzystywany, ponieważ zanurzenie ich w rozpuszczalniku organicznym (w obecności którego tworzona jest membrana) może doprowadzić do denaturacji białka. Rekonstytucja kanałów jonowych za pomocą proteoliposomów polega na umieszczeniu badanego białka na ścianie liposomu, a następnie fuzji tego liposomu z dwuwarstwą. Fuzja takiego kompleksu może zostać wywołana za pomocą gradientu stężeń czy obecności jonów wapniowych w roztworze.  W przypadku nanodysków polimerowych stosowane jest kapsułkowanie, czyli zamykanie białka błonowego wraz z lipidami w nanodysku polimerowym.

## Aktywność białka
Jedną z metod badania aktywności wbudowanego białka w błonę jest wykorzystanie BLM (ang. black lipid membranes), czyli czarnej błony lipidowej. Zostaje ona wygenerowana na niewielkim otworze, znajdującym się na hydrofobowym materiale np. teflonie. Średnica takiego otworu najczęściej wynosi od kilku do kilkuset mikrometrów. Aby możliwe było powstanie czarnej błony, konieczne jest wstępne nałożenie roztworu lipidów na otwór, ruchem przypominającym malowanie, a następnie umieszczenie naczynia w wodnym roztworze soli np. KCl. Lipidy najczęściej rozpuszczane są w hydrofobowych rozpuszczalnikach, takich jak n-dekan, ponieważ wykazują one wysoką lepkość. Po umieszczeniu naczynia w wodnym roztworze soli, na otwór ponownie nakładana jest bardzo niewielka ilość roztworu lipidów. Monowarstwa lipidowa tworzy się w sposób spontaniczny na granicy faz organicznej i wodnej po obu stronach otworu. W związku z tym, że ścianki naczynka są hydrofobowe, roztwór lipidów wypiera roztwór wodny z otworu i obie monowarstwy łącza się, tworząc dwuwarstwę lipidową. Jednak dookoła otworu pozostaje znaczący pierścień rozpuszczalnika tzw. obrzeże Plateau-Gibbsa, który pozwala na utrzymanie stabilności dwuwarstwy. 